# Heinrich Binder (Manager)
Heinrich Binder (* 6. November 1950 in Minden) ist ein deutscher Jurist und Manager.

## Leben
Nach dem Abitur leistete Binder Wehrdienst und wurde zum Reserveoffizier ausgebildet. Von 1971 bis 1975 studierte er Rechtswissenschaften an der Albert-Ludwigs-Universität Freiburg. Er bestand beide Staatsexamen und wurde zum Dr. jur. promoviert. Seine Berufslaufbahn begann Binder als Justitiar 1979 bei der Frankfurter Metallgesellschaft (MG). Von 1980 bis 1986 war er im Ausland tätig. 1987 wurde er Direktor der Metallbank GmbH. 1992 wurde er stellvertretendes Vorstandsmitglied der Metallgesellschaft Industrie und Vorstandsvorsitzender von Kolbenschmidt. 1997 wurde er Vorstandsvorsitzender bei Philipp Holzmann. 2000 wurde er Vorstandsvorsitzender der Petri AG.